# New Zealand Football Championship 2019/2020
New Zealand Football Championship 2019/2020 var den sextonde säsongen av New Zealand Football Championship, ligan bestod 10 lag. Ligan spelades aldrig klart, utan avbröts på grund av coronavirusutbrottet. Grundserieledarna Auckland City utsågs till vinnare av grundserien samt till nationella mästare.

## Tabeller

### Poängtabell
| Nr | Lag                  | S  | V  | O | F  | GM | IM | MS  | P  |
| -- | -------------------- | -- | -- | - | -- | -- | -- | --- | -- |
| 1  | Auckland City        | 16 | 11 | 4 | 1  | 42 | 15 | +27 | 37 |
| 2  | Team Wellington      | 16 | 10 | 4 | 2  | 36 | 15 | +21 | 34 |
| 3  | Waitakere United     | 16 | 8  | 3 | 5  | 35 | 32 | +3  | 27 |
| 4  | Eastern Suburbs (RM) | 16 | 6  | 4 | 6  | 33 | 26 | +7  | 22 |
| 5  | Tasman United        | 16 | 6  | 2 | 8  | 27 | 26 | +1  | 20 |
| 6  | Hamilton Wanderers   | 16 | 6  | 2 | 8  | 24 | 39 | −15 | 20 |
| 7  | Southern United      | 16 | 5  | 4 | 7  | 25 | 38 | −13 | 19 |
| 8  | Wellington Phoenix   | 16 | 4  | 6 | 6  | 30 | 32 | −2  | 18 |
| 9  | Hawke's Bay United   | 16 | 4  | 3 | 9  | 32 | 44 | −12 | 15 |
| 10 | Canterbury United    | 16 | 2  | 4 | 10 | 19 | 36 | −17 | 10 |

### Resultattabell
| Hemma \ Borta      | AUC | CAN | EAS | HAM | HBU | SOU | TAS | TWE | WAI | WPR |
| ------------------ | --- | --- | --- | --- | --- | --- | --- | --- | --- | --- |
| Auckland City      |     | –   | 0–0 | 3–1 | 4–2 | –   | 2–1 | 2–2 | –   | –   |
| Canterbury United  | 0–3 |     | 1–6 | 1–3 | 2–2 | 2–1 | 2–0 | –   | 1–2 | –   |
| Eastern Suburbs    | –   | 1–0 |     | 3–0 | –   | 6–0 | –   | 2–3 | 1–1 | 2–2 |
| Hamilton Wanderers | 0–5 | –   | 3–0 |     | 2–1 | –   | –   | 1–0 | 1–2 | 2–4 |
| Hawke's Bay United | 2–3 | –   | 3–3 | –   |     | –   | 2–0 | –   | 4–2 | 0–2 |
| Southern United    | 0–0 | 2–1 | 2–4 | 4–0 | 2–2 |     | 0–3 | –   | –   | –   |
| Tasman United      | –   | –   | 2–0 | 2–3 | 3–1 | 5–0 |     | 1–0 | 0–2 | 1–1 |
| Team Wellington    | 0–0 | 2–1 | –   | 5–1 | 4–0 | 6–1 | –   |     | –   | 2–2 |
| Waitakere United   | 2–6 | 1–1 | –   | –   | –   | 2–5 | 3–2 | 1–1 |     | 3–1 |
| Wellington Phoenix | 0–3 | 3–3 | –   | –   | 3–4 | 1–1 | 3–4 | 0–1 | –   |     |

## Anmärkningslista
1. ↑  Southern United-Tasman United slutade ursprungligen 4–0, men ogiltigförklarades av New Zealand Football då Southern United hade spelat med en obehörig spelare och Tasman United tillskrevs en 3–0-vinst.